# Oak Park (Illinois)
Oak Park falu az USA Illinois államában, Cook megyében. Lakosainak száma 54 583 fő (2020).

## Népesség
A település népességének változása:
| Lakosok száma | 19 444 | 51 878 | 54 583 |
|               | 1910   | 2010   | 2020   |